# Ao Vivo no Radio City Music Hall Nova Iorque
Ao Vivo no Radio City Music Hall Nova Iorque é um álbum ao vivo da dupla sertaneja brasileira Chitãozinho & Xororó, gravado em Nova Iorque, no Radio City Music Hall, em 2022 e lançado no dia 19 de maio de 2023. O álbum faz parte da turnê da comemoração de 50 anos de carreira da dupla.

## Sobre o álbum

### Antecedentes
A dupla completou 50 anos de carreira em 2020, mas, em decorrência da pandemia da COVID-19, os projetos, como shows, turnê internacional tiveram de ser adiados. Chitãozinho & Xororó, em 2020, durante o período de lives (shows virtuais transmitidos pelo YouTube), foram gravando e lançando faixa por faixa do que se tornaria o EP Tempo de Romance, que, no ano seguinte, venceu o Grammy Latino de Melhor Álbum de Música Sertaneja.
Em 2021, a dupla lançou o single Pássaros, incluída na lista de faixas do álbum. Em seguida, em 2022, lançaram a coletânea Legado, dividido em dois EPs em um formato parecido com o EP Sucessos Em Evidência, de 2020, tendo apenas como diferença a "qualidade" das músicas, no EP de 2020 as músicas foram apenas remasterizadas, enquanto no álbum de 2022, a dupla escolheu músicas de sucesso (Lado A) e outras menos conhecidas (Lado B) para regravar.
Ainda em 2022, Chitãozinho & Xororó participaram do álbum de Luan Santana, o LUAN CITY, gravado em São Paulo em 2021, na música Hábito, que os mesmos também gravaram nesse álbum em Nova Iorque. Na mesma "época", precisamente em junho de 2022, um documentário sobre a trajetória da dupla foi exibido na TV Globo, apresentado por Pedro Bial.

### Gravação
“Estamos muito felizes com tudo o que vem acontecendo nessa nossa turnê dos 50 anos. Quando chegamos no Radio City e vimos o palco, a emoção tomou conta, é realmente gratificante poder viver e proporcionar tudo isso para o nosso público. Foi uma noite realmente especial e que ficará pra sempre no nosso coração”, afirmaram os cantores.
O show foi gravado em 3 de setembro de 2022, no Radio City Music Hall, em Nova Iorque, nos Estados Unidos. Na apresentação, eles tiveram os ingressos esgotados e participações especiais de Sandy, Junior Lima e Luan Santana.
Sandy, filha de Xororó, se disse emocionada com o evento. “Eu fiquei muito emocionada com o convite! Que honra fazer parte desse show histórico na carreira desses artistas maravilhosos e de quem eu tenho o privilégio de ser filha e sobrinha!”, declarou.

Junior, também não deixou de se sentir tocado pelo momento. “Foi lindo demais! Estando tão perto e sabendo toda a história deles, do meu pai e do meu tio, é muito emocionante ver eles tocando em um lugar tão importante como este que é o Radio City Music Hall. É uma admiração difícil de descrever! Estou muito feliz por eles, e ter participado dessa comemoração no palco é uma honra!”, afirmou.
As participações especiais deram um tom mais especial para a noite, com Sandy cantando Meu Disfarce e Manhã de Sol e Luan Santana com Falando às Paredes e Hábito. De surpresa, Junior Lima subiu ao palco após apelo do público ali presente, e cantou as músicas Aqui o Sistema é Bruto e Nascemos só pra Cantar. Além dessas músicas, a dupla cantou vários hits dos seus 50 anos de estrada, como Evidências, Fio de Cabelo, entre outras, contando também com lançamentos recentes.

Aqui estão alguns depoimentos dados pela dupla ao G1, em 2022.
"Isso tem grande impacto para nós. Nenhuma dupla sertaneja tocou lá. Só nós. De artista brasileiro, só pessoas como Roberto Carlos tocaram lá. Ou seja, chegamos onde a gente nem sonhou chegar", disse Chitãozinho.

"Fomos do circo a Broadway", completou Xororó, lembrando o início da carreira, quando ainda não eram conhecidos e se apresentavam em picadeiros.
Vale lembrar que Chitãozinho & Xororó já gravaram disco nos EUA. Parte do disco Na Aba do Meu Chapéu foi gravado no Ocean Way Recording, em Nashville, no ano de 1998, incrementando o country music do local.

## Faixas
A canção Hábito foi gravada por Luan Santana, com Chitãozinho & Xororó como convidados especiais, em 2022.
Nas plataformas digitais, os títulos das músicas são estilizadas em letras maiúsculas (ex.: Saudade de Minha Terra (Ao Vivo) = SAUDADE DE MINHA TERRA (Ao Vivo)).
| Álbum completo |                                                       |                                                             |         |  |
| N.º            | Título                                                | Compositor(es)                                              | Duração |  |
| 1.             | "Saudade de Minha Terra"                              | Goiá Belmonte                                               | 3:19    |  |
| 2.             | "60 Dias Apaixonado"                                  | Darci Rossi Constantino Mendes                              | 2:07    |  |
| 3.             | "Confidências"                                        | Paulo Debétio Paulinho Rezende                              | 4:10    |  |
| 4.             | "Página Virada"                                       | José Augusto Paulo Sérgio Valle                             | 4:25    |  |
| 5.             | "No Rancho Fundo"                                     | Ary Barroso Lamartine Babo                                  | 2:48    |  |
| 6.             | "Coração Sertanejo"                                   | Neuma Morais Neon Moraes                                    | 2:17    |  |
| 7.             | "Majestade o Sabiá"                                   | Roberta Miranda                                             | 3:03    |  |
| 8.             | "Sinônimos"                                           | Valle César Augusto Cláudio Noam                            | 5:37    |  |
| 9.             | "De Coração Pra Coração"                              | Mauro Motta Robson Jorge Lincoln Olivetti Isolda            | 3:02    |  |
| 10.            | "Eu Menti"                                            | Rick Alexandre                                              | 3:53    |  |
| 11.            | "Brincar de Ser Feliz"                                | Nino Maria da Paz                                           | 4:14    |  |
| 12.            | "Pago Dobrado"                                        | Itamaracá Gilvanny G. Borges                                | 1:33    |  |
| 13.            | "Faz Um Ano"                                          | Miltinho Rodrigues                                          | 3:38    |  |
| 14.            | "Vá Pro Inferno Com Seu Amor"                         | José Rico Meirinho                                          | 1:48    |  |
| 15.            | "Galopeira (Galopera)"                                | Mauricio Cardozo Ocampo versão: Pedro Bento                 | 3:18    |  |
| 16.            | "Falando Às Paredes" (part. Luan Santana)             | Virgínia Kheer Xororó                                       | 4:36    |  |
| 17.            | "Hábito" (part. Luan Santana)                         | Christyan Ribeiro Felipe Kef Kaique KeF Luan Santana Nudoze | 3:05    |  |
| 18.            | "Fio de Cabelo"                                       | Marciano Rossi                                              | 2:48    |  |
| 19.            | "Planeta Azul"                                        | Aldemir Xororó                                              | 3:43    |  |
| 20.            | "Se Deus Me Ouvisse"                                  | Almir Rogério                                               | 4:10    |  |
| 21.            | "Alô"                                                 | Fátima Leão Feio                                            | 3:18    |  |
| 22.            | "Pássaros"                                            | Xororó Tonny Kleber                                         | 3:56    |  |
| 23.            | "Manhã de Sol" (part. Sandy)                          | Odilson de Souza                                            | 3:19    |  |
| 24.            | "Meu Disfarce" (part. Sandy)                          | Chico Roque Carlos Colla                                    | 4:05    |  |
| 25.            | "Aqui o Sistema é Bruto" (part. Júnior Lima)          | Cacá Moraes Gil Cardoso                                     | 3:52    |  |
| 26.            | "Nascemos Para Cantar (Shambala)" (part. Júnior Lima) | Danny Moore versão: Chitãozinho Xororó                      | 3:07    |  |
| 27.            | "Bailão de Peão"                                      | Nino da Paz                                                 | 3:18    |  |
| 28.            | "Evidências"                                          | Augusto Valle                                               | 7:41    |  |
| Duração total: | Duração total:                                        | Duração total:                                              | 1:14:10 |  |

| CD 1           |                               |         |  |
| N.º            | Título                        | Duração |  |
| 1.             | "Saudade de Minha Terra"      | 3:19    |  |
| 2.             | "60 Dias Apaixonado"          | 2:07    |  |
| 3.             | "Confidências"                | 4:10    |  |
| 4.             | "Página Virada"               | 4:25    |  |
| 5.             | "No Rancho Fundo"             | 2:48    |  |
| 6.             | "Coração Sertanejo"           | 2:17    |  |
| 7.             | "Majestade o Sabiá"           | 3:03    |  |
| 8.             | "Sinônimos"                   | 5:37    |  |
| 9.             | "De Coração Pra Coração"      | 3:02    |  |
| 10.            | "Eu Menti"                    | 3:53    |  |
| 11.            | "Brincar de Ser Feliz"        | 4:14    |  |
| 12.            | "Pago Dobrado"                | 1:33    |  |
| 13.            | "Faz Um Ano"                  | 3:38    |  |
| 14.            | "Vá Pro Inferno Com Seu Amor" | 1:48    |  |
| 15.            | "Galopeira (Galopera)"        | 3:18    |  |
| Duração total: | Duração total:                | 49:12   |  |

| CD 2           |                                                       |         |  |
| N.º            | Título                                                | Duração |  |
| 1.             | "Falando Às Paredes" (part. Luan Santana)             | 4:36    |  |
| 2.             | "Hábito" (part. Luan Santana)                         | 3:05    |  |
| 3.             | "Fio de Cabelo"                                       | 2:48    |  |
| 4.             | "Planeta Azul"                                        | 3:43    |  |
| 5.             | "Se Deus Me Ouvisse"                                  | 4:10    |  |
| 6.             | "Alô"                                                 | 3:18    |  |
| 7.             | "Pássaros"                                            | 3:56    |  |
| 8.             | "Manhã de Sol" (part. Sandy)                          | 3:19    |  |
| 9.             | "Meu Disfarce" (part. Sandy)                          | 4:05    |  |
| 10.            | "Aqui o Sistema é Bruto" (part. Júnior Lima)          | 3:52    |  |
| 11.            | "Nascemos Para Cantar (Shambala)" (part. Júnior Lima) | 3:07    |  |
| 12.            | "Bailão de Peão"                                      | 3:18    |  |
| 13.            | "Evidências"                                          | 7:41    |  |
| 14.            | "Sinônimos" (part. Ana Castela) (faixa bônus)         | 5:37    |  |
| Duração total: | Duração total:                                        | 55:59   |  |

## Ficha técnica
- Direção Artística: Chitãozinho & Xororó

- Direção do Show: Hugo Prata

- Direção Executiva: Live Talentos, Guga Pereira e Wilson Anastácio Junior

- Direção Musical: Cláudio Paladini

- Produção Executiva Geral: Carolina Tsukalas

- Produção Musical: Chitãozinho & Xororó, Cláudio Paladini

- Artistas Convidados: Lucas Lima, Luan Santana, Sandy e Junior Lima

- Teclados e vocais: Cláudio Paladini

- Bateria: Maguinho Alcântara

- Contrabaixo: Alex Mesquita

- Violões, dobro e guitarras: Adilson Pascoalini

- Guitarras, violões e mandolin: Marcelo Modesto

- Vocais e violão: Daniel Quirino

- Violão base: Lucas Lima

- Acordeon e teclado: Frank Joni

- Saxofone, gaita, flauta e rabeca: Ricardo Vendramini

- Trompete e flugel horn: Islan Santos

- Violão: Chitãozinho

- Viola, viola (10 e 12 cordas), guitarra, dobro e banjo: Xororó

- Maestro regente convidado: Lucas Lima

- Maestro preparador: Daniel Souto de Moraes

- Violino 1: Ludovica Burtone, Julia Danitz, Francesca Dardani

- Violino 2: Anna Brathwaite, Tomoko Omura, Ruby Wang

- Viola: Celia Hatton, Benni Von Gutzeit

- Violoncelo: Maria Gabriela Figueroa, Agustin Uriburu

- Arranjos de cordas: Lucas Lima

- Arranjos de metais: Cláudio Paladini, Ricardo Vendramini e Islan Santos

- Arranjos em Hábito: Lucas Santos

- Arranjos em Meu Disfarce: Lucas Lima

- Arranjos de Base: Cláudio Paladini

- Arranjo de coral para Se Deus Me Ouvisse: Cláudio Paladini